# Monarkism
Monarkism är en ideologisk inställning som föredrar och förespråkar monarkin som statsskick, framför exempelvis republiken. Monarkister har historiskt sett främst avsett anhängare av en konstitutionell monarki, medan rojalister används för personer som stöttar en absolut monarki. Idag används mera sällan den skillnaden.